# Vojaški ordinariat Portugalske
Vojaški ordinariat Portugalske (portugalsko Ordinariato Castrense de Portugal) je rimskokatoliški vojaški ordinariat, ki je vrhovna cerkveno-verska organizacija in skrbi za pripadnike Portugalskih oboroženih sil.
Sedež ordinariata je v Lizboni.

## Škofje
- Manuel Gonçalves Cerejeira (1966 - 1972)
- António Ribeiro (24. januar 1972 - 24. marec 1998)
- Januário Torgal Mendes Ferreira (3. maj 2001 - danes)